# Clarias teijsmanni
Clarias teijsmanni és una espècie de peix de la família dels clàrids i de l'ordre dels siluriformes.

## Morfologia
Els mascles poden assolir els 22 cm de llargària total.

## Distribució geogràfica
Es troba a les Illes de la Sonda.